# Дюпін Юрій Юрійович
Юрій Юрійович Дюпін (рос. Юрий Юрьевич Дюпин, нар. 17 березня 1988, Барнаул) — російський футболіст, воротар клубу «Рубін» та національної збірної Росії.

## Клубна кар'єра
Почав займатися футболом у СДЮШОР «Динамо» (Барнаул), після чого грав в аматорських барнаульских клубах ВРЗ (2007) і «Полімер» (2008). У сезоні 2010 року виступав за «Динамо» (Бійськ) у Любительській лізі. 3 травня 2010 зіграв гостьовий матч 1/256 фіналу Кубка Росії 2010/11 проти барнаульського «Динамо» (0:1).
На початку 2011 року повернувся до рідного «Динамо» (Барнаул), за яке дебютував на професіональному рівні у першості ПФЛ 15 травня в домашньому матчі з братським «Сибіряком» (2:0). Загалом Дюпін зіграв у тому сезоні 28 матчів чемпіонату за клуб і пропустив 27 голів.

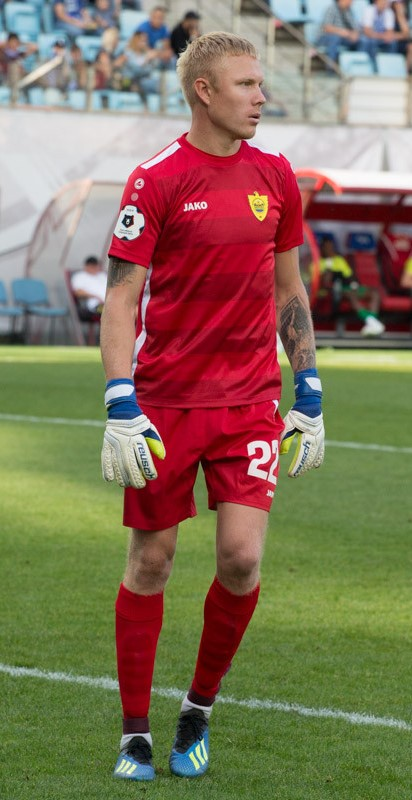
Юрій Дюпін під час виступів за «Анжі». 2018 рік.

Сезон 2012/13 воротар провів у клубі першості ФНЛ «Металург-Кузбас» з міста Новокузнецьк, провівши 13 ігор у другому дивізіоні країни, в яких пропустив 17 голів. У наступному сезоні на професіональному рівні не виступав і грав за клуб «ШЦ VIANOR» з першої ліги чемпіонату Барнаула, а у сезоні 2014/15 повернувся в «Металург», де в 24 іграх першості ПФЛ пропустив 18 м'ячів. Згодом грав у складі інших команд ФНЛ «СКА-Хабаровськ» (2015—2016) та «Кубань» (2016—2018).
Влітку 2018 року Дюпін перейшов до «Анжі» і дебютував у його складі в російській Прем'єр-лізі 28 липня 2018 року в гостьовій грі з «Уралом», відігравши матч на нуль, а його клуб домігся перемоги з рахунком 1:0. У 16-му турі в матчі проти московського «Динамо» відзначився гольовою передачею на Андреса Понсе, ставши першим воротарем, який зробив гольову передачу в тому сезоні РПЛ. У квітні 2019 року заявив, що покине «Анжі» після закінчення чемпіонату через борги клубу. Незважаючи на виліт команди, потрапив до символічної збірної турніру за підсумками сезону за версією ресурсу WhoScored, як воротар, що вчинив найбільшу кількість корисних дій.
13 червня 2019 року підписав контракт з «Рубіном» строком на один рік. У новій команді відразу став основним воротарем, тому вже 28 грудня 2019 року продовжив контракт з клубом до 2023 року. Станом на 12 червня 2021 року відіграв за казанську команду 56 матчів в національному чемпіонаті.

## Виступи за збірну
15 березня 2021 року Дюпін вперше одержав виклик до складу національної збірної Росії на матчі кваліфікації до чемпіонату світу проти Мальти, Словенії та Словаччини, але на поле не вийшов.
11 травня 2021 року був включений до розширеного списку футболістів для підготовки до чемпіонату Європи 2020, а в кінці травня потрапив і до фінальної заявки на турнір.

## Титули і досягнення
- Чемпіон Росії (1):

«Краснодар»: 2024-25